# Boinița, Vidin
Boinița (în bulgară Бойница) este un sat în comuna Boinița, regiunea Vidin,  Bulgaria.  Este centrul administrativ al obștinei (comunei) Boinița, care se află în partea de vest a Regiunii Vidin. Satul este situat la 35 de kilometri de capitala regiunii orașul Vidin, la 250 de kilometri de capitala Bulgariei, Sofia și în imediata apropiere a punctului de trecere a frontierei cu Serbia.

## Demografie
Componența etnică a satului Boinița
     Bulgari (94,29%)
     Nicio identificare (5,7%)
     Altele (0,65%)
La recensământul din 2011, populația satului Boinița era de 456 locuitori. Din punct de vedere etnic, majoritatea locuitorilor (94,29%) erau bulgari. Pentru 5,7% din locuitori nu este cunoscută apartenența etnică.